# Witzleshofen
Witzleshofen ist ein Gemeindeteil der Stadt Gefrees im Landkreis Bayreuth (Oberfranken, Bayern). Die Gemarkung Witzleshofen hat eine Fläche von 2,915 km². Sie ist in 489 Flurstücke aufgeteilt, die eine durchschnittliche Flurstücksfläche von 5960,49 m² haben. In ihr liegen neben dem namensgebenden Ort die Gemeindeteile Bechertshöfen, Bucheck, Hutschenreuth, Sand.

## Geographie
Das Dorf liegt am Rieglersbach, einem rechten Zufluss der Ölschnitz. Gemeindeverbindungsstraßen führen die Bundesautobahn 9 unterquerend nach Streitau zur Kreisstraße BT 7 (1,5 km westlich), nach Bechertshöfen (0,8 km südlich), an Bucheck vorbei nach Lübnitz (1 km östlich) und an Sand vorbei nach Gefrees zur Kreisstraße BT 48 (2,1 km südlich).  Wirtschaftswege führen die A 9 unterquerend nach Hutschenreuth (0,7 km nordwestlich) und die A 9 überbrückend nach Bucheckeinzel (1,6 km nördlich).

## Geschichte
Der Ort wurde 1363 als „Würzleins-Hofen“ erstmals urkundlich erwähnt.
Gegen Ende des 18. Jahrhunderts bestand Witzleshofen aus 34 Anwesen. Die Hochgerichtsbarkeit stand dem bayreuthischen Stadtvogteiamt Gefrees zu. Die Dorf- und Gemeindeherrschaft war strittig zwischen dem bayreuthischen Verwaltungsamt Streitau und dem ebenfalls bayreuthischen Kastenamt Gefrees. Grundherren waren
- das Verwaltungsamt Streitau: 1 Hof, 3 Halbhöfe, 3 Viertelhöfe, 1 Dreiviertelhof, 2 Achtelhöfe, 2 Dreiachtelhöfe, 2 halbe Söldengüter, 7 Tropfgütlein, 1 Söldenhaus, 9 Tropfhäuser, 2 halbe Häuser;
- der Bürgermeister und Rat Gefrees: 1 Mühle.[7]

Von 1797 bis 1810 unterstand Witzleshofen dem Justiz- und Kammeramt Gefrees. Infolge des Ersten Gemeindeedikts wurde Witzleshofen dem 1812 gebildeten Steuerdistrikt Streitau zugewiesen. Zugleich entstand die Ruralgemeinde Witzleshofen, zu der Bechertshöfen, Bucheck, Hutschenreuth und Sand gehörten. Sie war in Verwaltung und Gerichtsbarkeit dem Landgericht Gefrees zugeordnet und in der Finanzverwaltung dem Rentamt Gefrees. 1840 wurde die Gemeinde Witzleshofen an das Landgericht Berneck und an das Rentamt Marktschorgast überwiesen (1919 in Finanzamt Marktschorgast umbenannt). Ab 1862 gehörte Witzleshofen zum Bezirksamt Berneck. Die Gerichtsbarkeit blieb beim Landgericht Berneck (1879 in Amtsgericht Berneck umgewandelt). 1929 wurde die Gemeinde schließlich an das Bezirksamt Münchberg (1939 in Landkreis Münchberg umbenannt) und das Finanzamt Münchberg abgegeben, 1931 auch an das Amtsgericht Münchberg. Seit 1959 ist das Amtsgericht Bayreuth zuständig. Die Gemeinde hatte 1964 eine Gebietsfläche von 2,914 km². Am 1. Juli 1972 kam Witzleshofen an den Landkreis Bayreuth. Im Zuge der Gebietsreform in Bayern wurde Witzleshofen am 1. Mai 1978 nach Gefrees eingemeindet.

### Bau- und Bodendenkmäler
- Haus Nr. 27: Zweigeschossiger, ehemaliger Wohnstallbau mit Satteldach, der Türsturz am Scheitelstein bezeichnet „J. S. 1780“. Obergeschoss zum größten Teil aus verschaltem Fachwerk.[12]
- Motte Witzleshofen

### Einwohnerentwicklung
Gemeinde Witzleshofen
| Jahr      | 1812  | 1840   | 1852   | 1855   | 1861   | 1867   | 1871   | 1875   | 1880   | 1885   | 1890   | 1895   | 1900   | 1905   | 1910   | 1919   | 1925   | 1933   | 1939   | 1946   | 1950   | 1952   | 1961  | 1970   |
| Einwohner | 191   | 293    | 303    | 281    | 323    | 305    | 334    | 312    | 325    | 359    | 348    | 326    | 309    | 304    | 294    | 254    | 241    | 227    | 218    | 280    | 283    | 263    | 207   | 187    |
| Häuser    | 43    |        |        |        |        |        | 51     |        |        | 49     | 49     |        | 51     |        |        |        | 49     |        |        |        | 48     |        | 48    |        |
| Quelle    | [ 8 ] | [ 14 ] | [ 14 ] | [ 14 ] | [ 15 ] | [ 16 ] | [ 17 ] | [ 18 ] | [ 19 ] | [ 20 ] | [ 21 ] | [ 14 ] | [ 22 ] | [ 14 ] | [ 23 ] | [ 14 ] | [ 24 ] | [ 25 ] | [ 25 ] | [ 25 ] | [ 26 ] | [ 25 ] | [ 9 ] | [ 27 ] |

Ort Witzleshofen
| Jahr      | 001812 | 001819 | 001861 | 001871 | 001885 | 001900 | 001925 | 001950 | 001961 | 001970 | 001987 | 002019 |
| Einwohner | 191 *  | 241 †  | 235    | 254    | 286    | 245    | 190    | 232    | 170    | 150    | 131    | 125    |
| Häuser    | 43 *   |        |        |        | 40     | 39     | 38     | 37     | 37     |        | 161    |        |
| Quelle    | [ 8 ]  | [ 28 ] | [ 15 ] | [ 17 ] | [ 20 ] | [ 22 ] | [ 24 ] | [ 26 ] | [ 9 ]  | [ 27 ] | [ 29 ] | [ 1 ]  |

## Religion
Witzleshofen ist nach St. Georg (Witzleshofen) gepfarrt und seit der Reformation evangelisch-lutherisch geprägt. Die Untertanen der Mühle waren im 18. Jahrhundert noch nach St. Johannes der Täufer (Gefrees) gepfarrt.